# Famille Granier de Cassagnac
La famille Granier de Cassagnac (ou de Granier de Cassagnac) est une famille subsistante de la noblesse française, de noblesse d'extraction, originaire de Gascogne.

## Histoire
La famille Granier de Cassagnac est une famille de gentilshommes verriers originaire du Gers (Armagnac). Selon Régis Valette, elle remonte sa filiation suivie à 1547. Elle a été maintenue noble en 1668.
Elle a été admise à l'Association d'entraide de la noblesse française (ANF) en 1952.
On trouve aussi le nom sous la forme « de Granier de Cassagnac », selon que la première particule ait été conservée ou non à l'état-civil.
Dans un article publié dans le Bulletin philologique et historique jusqu'à 1610, l'historien Ferdinand Pressouyre fait l'hypothèse que la famille de Grenier, gentilshommes verriers, soit issue de la famille de Grenier de Laborie, dont la filiation est suivie depuis 1252. À ce sujet J. Eusèbe Bombal écrit en 1883 dans le Bulletin de la Société scientifique, historique et archéologique de la Corrèze : « Une famille de gentilshommes verriers du nom de Grenier alliée aux Riols et aux de Colomb a exploité sur les deux versants de la Cère. Elle parait être issue des Grenier de Laborie mais je n'en ai pas de preuve certaine ». Enfin, dans son ouvrage sur l'armorial quercynois, Louis Esquieu décrit cette famille comme des gentilshommes verriers possédant au XVIe siècle les seigneuries de Lassagne, Raisins, Laborie et Comiac dans le Quercy, reliant ainsi les différentes branches à celle de Laborie.
Les plus anciens gentilshommes verriers de ces branches dont on ait une trace, hors filiation suivie, sont Gilles Garnier ou Granier, qui exerçait en 1434 à la verrerie del Thoron, paroisse de Sommard dans le Tarn, Baptiste Garnier, qui exerçait en 1466 à Laguépie, Bertrand Garnier était en 1452 à la verrerie de Cabanes (commune de Saint-Beauzile, Tarn), et, à la verrerie du Bonan (canton de Vaour), Arnal Granier peu avant 1473 ainsi qu'Antoine Garnier, "Commandayre de la dite verrerie du Bonan" en 1473.

## Filiation
Jean de Granier de Cassagnac (1706-1762) eut pour fils :
- Joseph de Granier de Cassagnac (1741-1778), dont :
  - Pierre Paul de Granier de Cassagnac (1771-1838), directeur de la verrerie de la forêt de Montpellier, dont :
    - Pierre Joseph de Granier de Cassagnac (1802-1884), dont postérité patronymique ;
    - Bernard-Adolphe Granier de Cassagnac (1806-1880), journaliste, député du Gers, dont :
      - Paul Granier de Cassagnac (1842-1904), journaliste, député du Gers, dont :
        - Paul Julien de Granier de Cassagnac (1880-1966), journaliste, député du Gers ;
        - Guy Granier de Cassagnac (1882 - 20 août 1914), journaliste, romancier et dramaturge ;

      - Louis Granier de Cassagnac (1848-1930), général de brigade ;
      - Georges Granier de Cassagnac (1854-1897), banquier, député du Gers, dont :
        - Jean Adolphe Alfred de Granier de Cassagnac (1890-1976), dit Saint-Granier, acteur, compositeur et interprète, dont :
          - Jean de Granier de Cassagnac (1910-2001), dit Jean Granier, acteur et chansonnier ;

    - Jean-Marie Granier de Cassagnac (1808-1866), pharmacien à la Guadeloupe, dont :
      - Adolphe Granier de Cassagnac (1849-1909), gouverneur par intérim des Établissements français de l’Océanie ;
      - Charles (1854-1891), pharmacien à la Guadeloupe, dont : 
        - Georges Granier de Cassagnac (1883-1928), ingénieur, inspecteur d’assurance, dont :
          - Pierre Granier de Cassagnac (1913-1978), contrôleur-adjoint d’assurance, dont : 
            - Serge Granier de Cassagnac (1943-), psychanalyste, dont : 
              - Raphaël Granier de Cassagnac (1973-), écrivain, physicien.

## Branches
Différents auteurs relient la famille Granier de Cassagnac, dont le nom s'est orthographié au fil du temps Grenier ou Granier, avec les autres familles de gentilshommes verriers de même nom,,, et que l'on trouve en Rouergue, Armagnac, Quercy, Foix, Comminges, Bretagne, et Angleterre. Il s'agit d'un consensus accepté unanimement par les auteurs, fondé sur l'homonymie, l'appartenance à une même caste socio-professionnelle (nobles et verriers) et de la proximité géographique des auteurs des diverses lignées. En outre, telle décrite ci-dessous, la similitude des armoiries des différentes branches à l'exception des Lassagne, plaide en faveur d'une origine commune : la grenade est en effet un élément y apparaissant systématiquement. Dans son ouvrage Les Vieux noms de la France méridionale, Delcer de Puymège relie également les Grenier de Laborie, supposés être la famille originelle de ces différentes branches, à ces dernières, dont le foyer d'origine serait le Quercy.
Noble Peyre de Granier, vivant en 1490, était verrier à Fabas au début du XVIe siècle ; sa femme était Andrée Despoix ou des Pouys; ses fils Jean, Antoine et Naudet fondèrent trois branches :
- De l'aîné, Jean, descendent des verriers fixés à Périlhou près de Gabre, dont ils portent le nom; ils se marient dans les familles de Suère et de Grenier; ils portent aussi le nom de Leschard qu'ils partagent avec les Robert (de là descendent les Grenier-Latour et les Grenier-Fajal)[13].
- Du second, Naudet, descendent les Grenier de Castagnet, de Bernoye, de Hauteserre et de Fonblanque. La branche de Cassagnac se rattache à la branche de Hauteserre[13].
- Du troisième fils, Antoine, descendent les Grenier de Montbaillet[13].

Parmi ces branches subsistent actuellement :
- Grenier de Cardenal, dont le point de jonction n'a pu être établi[14]. Contrairement à diverses branches, elle ne fit pas l'objet d'une maintenue de noblesse[15] ;
- Grenier de Fonblanque (de) (Languedoc), maintenue noble en 1668[16], émigrée en Angleterre en 1740[17] ;
- Grenier de Latour (de) (Foix)[12], maintenue noble en 1753[11]. En octobre 1753, Pierre de Grenier, sieur de la Tour fut, comme tous les gentilshommes verriers de la région, assigné à comparaître à l'assemblée générale de Sommières pour produire ses titres de noblesse et délibérer sur le règlement des verreries nobles[18] ;
- Grenier de Lassagne (de) (Quercy), maintenue noble en 1666 ;
- Granier de Lilliac (de) (Foix), maintenue noble en 1668[19].

### Armes des différentes branches

Blason de la famille Grenier.

Ces différentes branches portent les armes suivantes :
- Grenier de Cardenal (de) : « D'azur à une grenade d'argent entr'ouverte d'or, la tige en bas ».
- Granier de Cassagnac (de) et Grenier de Latour (de) : « Parti, au 1, de gueules à trois grenades versées d'or, ouvertes du champ, posées 2 et 1 ; au 2, d'azur au croissant d'argent ».
- Grenier de Fonblanque (de) : « Coupé, en chef, de gueules à trois grenades d'argent, 2 et 1 ; en pointe, d'azur, à un croissant aussi d'argent ».
- Grenier de Lassagne (de) : « D'azur à une bande d'argent chargée de trois étoiles de gueules, accompagnée en chef d'une vigne fruitée au naturel, et en pointe d'un lévrier de sable »[19].
- Granier de Lilliac (de) : « D'argent à 3 grenades au naturel, tigées et feuillées de sinople ».

## Personnalités
- Bernard-Adolphe Granier de Cassagnac (1806-1880), journaliste, député du Gers
- Paul Granier de Cassagnac (1842-1904), journaliste, député du Gers (fils ainé de Bernard-Adolphe)
- Louis Granier de Cassagnac (1848-1930), général de brigade (fils de Bernard-Adolphe)
- Georges Granier de Cassagnac (1854-1897), banquier, député du Gers (fils de Bernard-Adolphe)
- Paul Julien Granier de Cassagnac (1880-1966), journaliste, député du Gers (fils ainé de Paul)
- Jean de Granier de Cassagnac (1890-1976), dit Saint-Granier, acteur, compositeur et interprète (fils de Georges)
- Raphaël Granier de Cassagnac (né en 1973), écrivain de science-fiction, physicien